# Eleutherodactylus ricordii
Eleutherodactylus ricordii är en groddjursart som först beskrevs av Duméril och Gabriel Bibron 1841.  Eleutherodactylus ricordii ingår i släktet Eleutherodactylus och familjen Eleutherodactylidae. IUCN kategoriserar arten globalt som sårbar. Inga underarter finns listade i Catalogue of Life.